# ابرارالحق
ابرارالحق (پنجابی: ابرار الحق؛ زادهٔ ۲۱ ژوئیهٔ ۱۹۶۹) خواننده و سیاستمدار اهل پاکستان است.
همچنین برندهٔ جوایزی همچون جایزه لوکس استایل و جایزه پی‌تی‌وی شده‌است.